# Ditikes Sinikies
Ditikes Sinikies (греч. Δυτικές Συνοικίες) — греческая рок-группа, созданная в Салониках в апреле 1996 года.
Создали группу школьные друзья Костас Милосис и Василис Мантзоранис.
В 2001 году они выпустили свой первый альбом под названием «Tis Íridas ta chrómata» (с греч. — «Цвет радужки глаза»). Успех этому альбому принесла песня «Kalokairiná rantevoú».
В 2003 году был выпущен второй альбом «Makriá sou» (с греч. — «Подальше от тебя») который достиг 15,000 продаж [1].

## Название группы
Оригинальное название группы на греческом языке пишется как «Δυτικές Συνοικίες», Транслитерация на английский язык — «Dytikés Synoikíes», а транскрипция на английский язык — «Ditikes Sinikies». Название группы переводится как «Западные кварталы» и происходит от западных районов города Салоники, где они выросли и живут его члены.
По-русски название группы звучит «Дитикес Синикиес».

## Участники
Участники представлены в хронологическом порядке по времени вступления в группу.
- Costas Mylosis — вокал, гитара, композиция, текст песни
- Manos Bouzakis — электрогитара, композиция, текст песни
- Vassilis Mantzouranis — клавишные, композиция, текст песни
- Tasos Gerovassiliou — бас-гитара
- Christos Kiato — ударные

## Бывшие участники
- Polys Porfyrakis — гитара
- George Barbuda — вокал, электрогитара, композиция, текст песни
- Alekos Sinanidis — ударные
- John Carmona — бас-гитара

## Дискография
- 2001 — Tis Íridos ta chrómata (с греч. — «Цвет радужки глаза»)
- 2003 — Makriá sou (с греч. — «Подальше от тебя»)
- 2005 — Rock … Gyní Kai Thálassa (греч. Rock ... Женщина и море)
- 2007 — Dytikés Synoikíes: Óloi Mazí (с греч. — «Западные районы: Все вместе»)
- 2008 — Kalokairiná Rantevoú Live (греч. Летние свидания Live)

## Награды
- Первое место в греческом общенациональном конкурсе молодых рок-групп 1999 года.
- Золотой диск за альбом «Tis Íridos ta chrómata» в июне 2006 года.
- Лучшая группа 2003 — Премия ARION.
- Лучшая группа 2003 — Korfiátika vraveía.